# Горшкова, Нина Павловна
Нина Павловна Горшкова (1 августа 1934, Москва — 16 апреля 2025, Москва) — советская и российская театральная актриса.

## Биография
Родилась 1 августа 1934 года в Москве.
В 1959 году окончила театральный институт имени Бориса Щукина, затем в 1961 году вступила в труппу Московского государственного театра Ленком, которому служила до 2025 года, вплоть до своей кончины. На сцене театра «Ленком» выступала 64 года. Играла в сотнях различных театральных спектаклей. Последней ролью Нины Павловны стала Берта в «Поминальной молитве». Зачастую упоминается как одна из старейших актрис театра «Ленком».
Скончалась 16 апреля 2025 года на 91-м году жизни в Москве от продолжительной болезни.

## Оценочные мнения
- Со слов Д. А. Певцова, «Нина Павловна была действительно талисманом „Ленкома“. Я пришел в 1991 году, а она уже там проработала 30 лет. Она — это такая история театра. Она была всегда доброжелательная, светлая, относилась к нам как к детям. Светлый человек. Царство ей Небесное»[5].

## Звания и награды
- Почётный диплом Московской городской думы служащим театра Ленком Марка Захарова — За мастерство, талант и вдохновение в работе над спектаклем «Поминальная молитва» по пьесе Г. И. Горина (2021)[6].